# Rue de Buffon
Pour les articles homonymes, voir Buffon.
La rue de Buffon est une voie publique de la commune de Rouen.

## Situation et accès
La rue de Buffon est située à Rouen, sur la rive droite de la Seine.

## Origine du nom
La voie honore Georges-Louis Leclerc de Buffon (1707-1788), naturaliste, mathématicien, biologiste, cosmologiste et écrivain français.

## Bâtiments remarquables et lieux de mémoire
- Au no 6, domicile du directeur des douanes Louis Gruyer[1] (vers 1804)
- Au no 10, Charles Berlioz (1861-1929) y est né.
- Au no 21bis, Robert Mazars y crée un cabinet d'expertise-comptable au début des années 1940[2].
- Au no 29, hôtel particulier[3].